# Teplitzer Spitze
Teplitzer Spitze – szczyt w Alpach Gailtalskich, w Alpach Wschodnich. Leży w Austrii, w kraju związkowym Tyrol, dokładniej w Tyrolu Wschodnim. Sąsiaduje z Simonskopf i Seekofel. Poniżej szczytu leży jezioro Laserz (2261 m). Szczyt można osiągnąć ze schroniska Karlsbader Hütte.